# Scorpione e Felice
Scorpione e Felice, Un romanzo umoristico (in tedesco Skorpion und Felix, Humoristischer Roman) è l'unica storia di fantasia comica scritta da Karl Marx. Scritto nel 1837 quando aveva 19 anni, è rimasto inedito. Probabilmente è stato scritto sotto l'influenza di "Vita e opinioni di Tristram Shandy, gentiluomo" di Laurence Sterne.

## Descrizione
Il romanzo è raccontato da un narratore in prima persona al presente. La trama ruota attorno a tre personaggi principali, Felice (Felix), Scorpione e Merten, e alla loro ricerca per scoprire le loro origini. Il romanzo sembra prendere una polemica ironica con la filosofia. È stato anche descritto come satirico.
I frammenti sopravvissuti del manoscritto del libro non sono stati ben considerati. Francis Wheen nella sua biografia di Marx caratterizza l'opera come un insensato torrente di fantasia che è stato scappato via in un impeto di fantasia intossicata, anche se nota che un paragrafo di quel romanzo appare in una forma leggermente modificata come un famoso paragrafo di apertura ne "Il 18 brumaio di Luigi Bonaparte".
Siegbert Salomon Prawer ha osservato che il libro è noto per essere il primo tentativo di Marx di discutere di politica e che inizia la sua polemica con Hegel. Anna Kornbluh, tuttavia, ha sostenuto che il pezzo è una polemica con Locke, Fichte e Kant, ma non con Hegel. Ha anche commentato in modo più positivo il romanzo, concludendo che mostra come anche il giovane Marx persegua connessioni logico-formali dietro il velo del visibile, come abbia tracciato a fondo le diverse forme di apparizione del reale all'interno della realtà ontologicamente positiva.
Il romanzo non è mai stato finito. Solo alcuni capitoli del romanzo sopravvivono fino ai giorni nostri. Parti del romanzo potrebbero essere state bruciate dallo stesso Marx, insieme ad altri suoi primi lavori. Le parti che sopravvivono sono quei frammenti che Marx incluse come supplemento quando pubblicò il suo Libro di versi (1837).
I frammenti sopravvissuti del romanzo di Marx furono pubblicati per la prima volta in inglese nel 1975 come parte del volume 1 di Marx-Engels Collected Works. La prima traduzione italiana è di Giovanna Kormis ed è comparsa per la prima volta nel numero 3, luglio-settembre 1967, della rivista Carte Segrete.